# Saxtorpsskogen
Saxtorpsskogen är en tätort som ligger både i Landskrona kommun och Kävlinge kommun i Skåne län.
Orten ligger strax öster om Öresund vid E6/E20, cirka 7 km söder om Landskrona. Saxtorpsskogen har bussförbindelse med Landskrona och Malmö via Lomma och Bjärred.

## Befolkningsutveckling

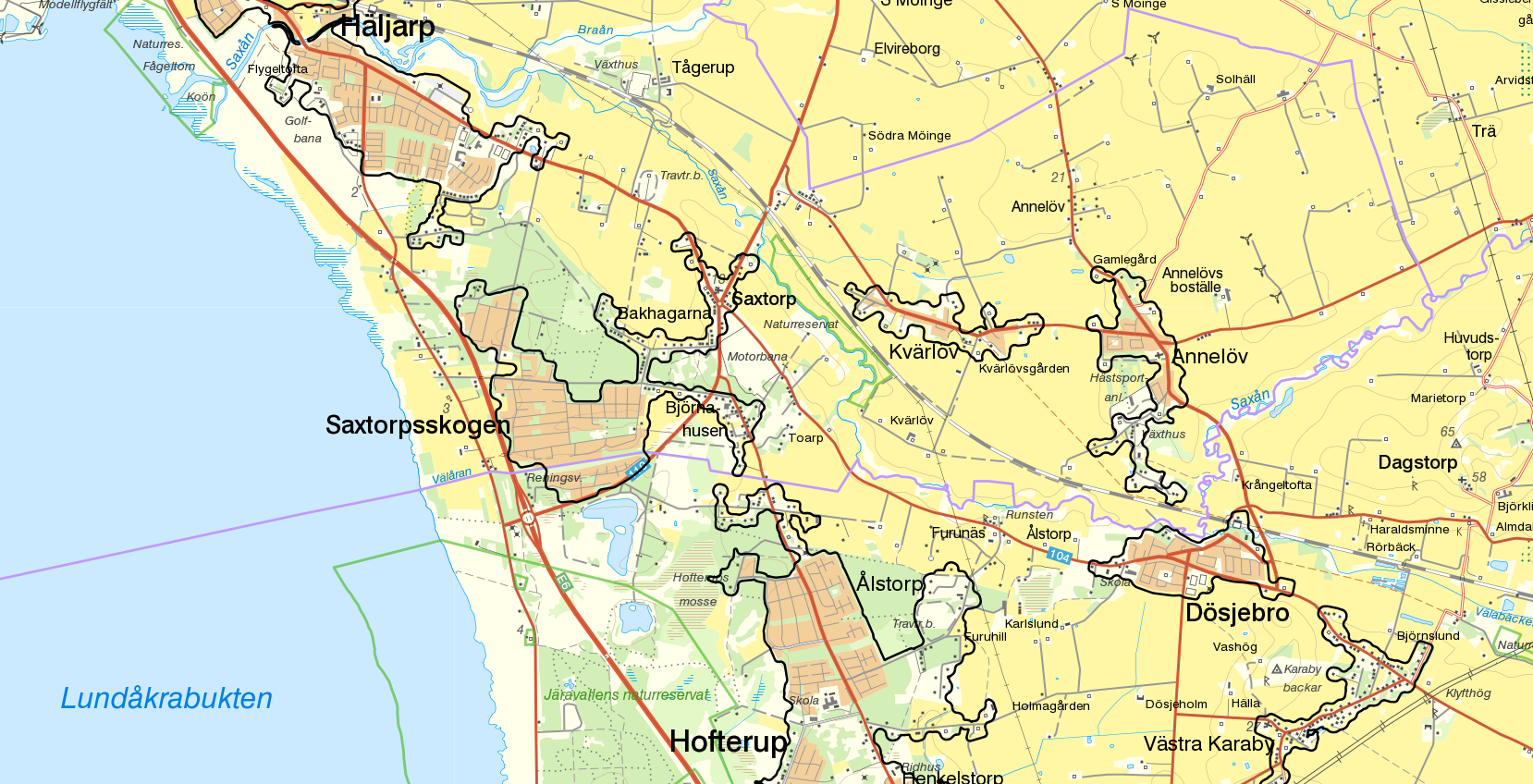
Den av Statistiska centralbyrån avgränsade tätorten Saxtorpsskogen, med gränserna från tätortsavgränsningen 2015 i svart.

| Befolkningsutvecklingen i Saxtorpsskogen 1980–2020                                                                                                | Befolkningsutvecklingen i Saxtorpsskogen 1980–2020 | Befolkningsutvecklingen i Saxtorpsskogen 1980–2020 | Befolkningsutvecklingen i Saxtorpsskogen 1980–2020 | Befolkningsutvecklingen i Saxtorpsskogen 1980–2020 |
| --- | -------------------------------------------------- | -------------------------------------------------- | -------------------------------------------------- | -------------------------------------------------- |
| |                                                    |                                                    |                                                    |                                                    |
| År |                                                    |                                                    | Folkmängd                                          | Areal (ha)                                         |
| 1980 | 1980                                               |                                                    | 302                                                |                                                    |
| 1990 | 1990                                               |                                                    | 418                                                | 126                                                |
| 1995 | 1995                                               |                                                    | 497                                                | 127                                                |
| 2000 | 2000                                               |                                                    | 572                                                | 127                                                |
| 2005 | 2005                                               |                                                    | 729                                                | 128                                                |
| 2010 | 2010                                               |                                                    | 973                                                | 146                                                |
| 2015 | 2015                                               |                                                    | 1 174                                              | 205                                                |
| 2018 | 2018                                               |                                                    | 1 211                                              | 202                                                |
| 2020 | 2020                                               |                                                    | 1 245                                              | 203                                                |
| Anm.: Ny tätort 1980. Namnändring 1990 från Svanabacken till Saxtorpsskogen. Sammanvuxen med småorten Saxtorp 2010 och småorten Björnahusen 2015. |                                                    |                                                    |                                                    |                                                    |